# Macrobrachium assamense
Macrobrachium assamense är en kräftdjursart som först beskrevs av Tiwari 1958.  Macrobrachium assamense ingår i släktet Macrobrachium och familjen Palaemonidae.

## Underarter
Arten delas in i följande underarter:
- M. a. assamense
- M. a. peninsulare

## Bildgalleri

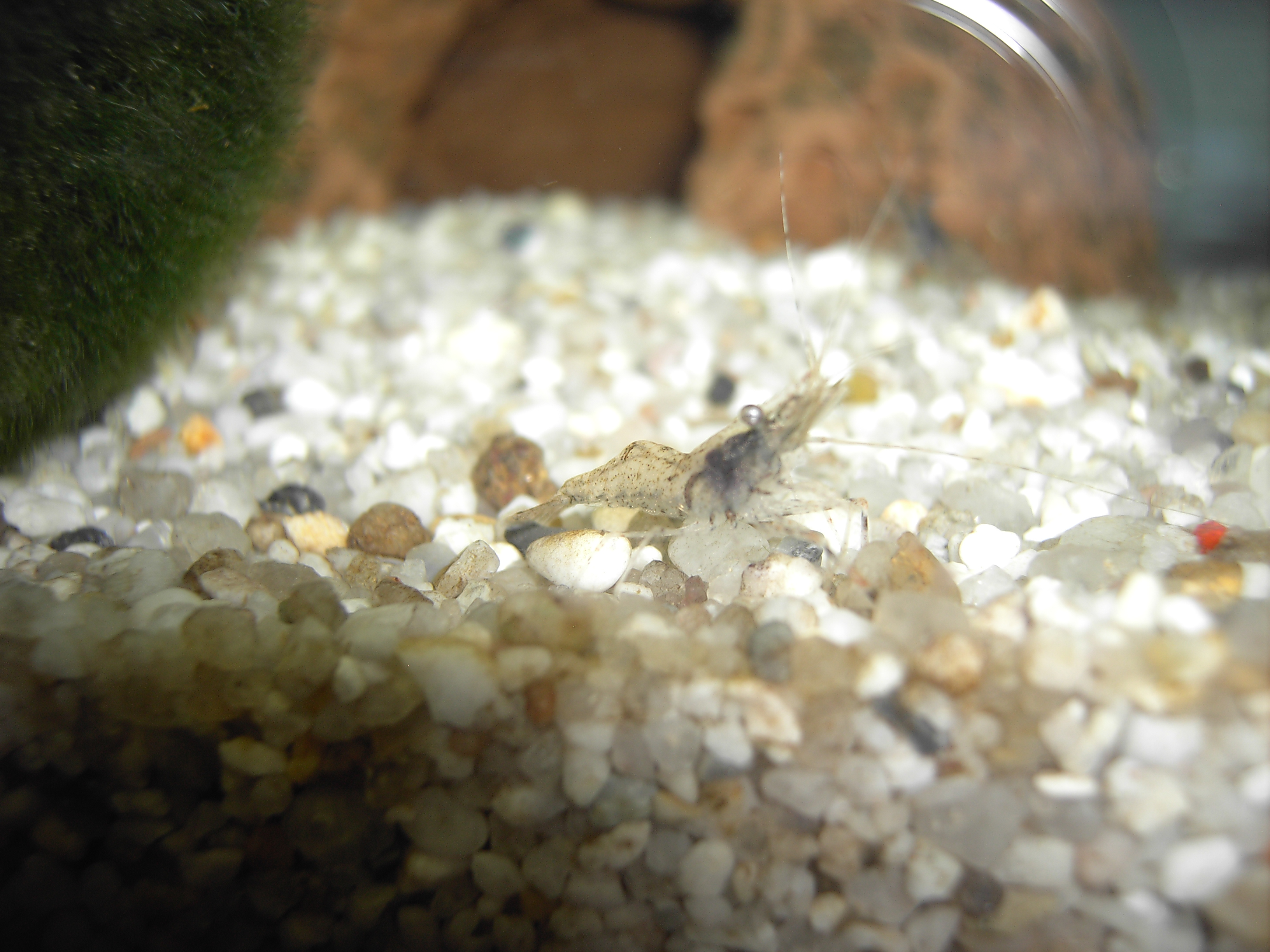
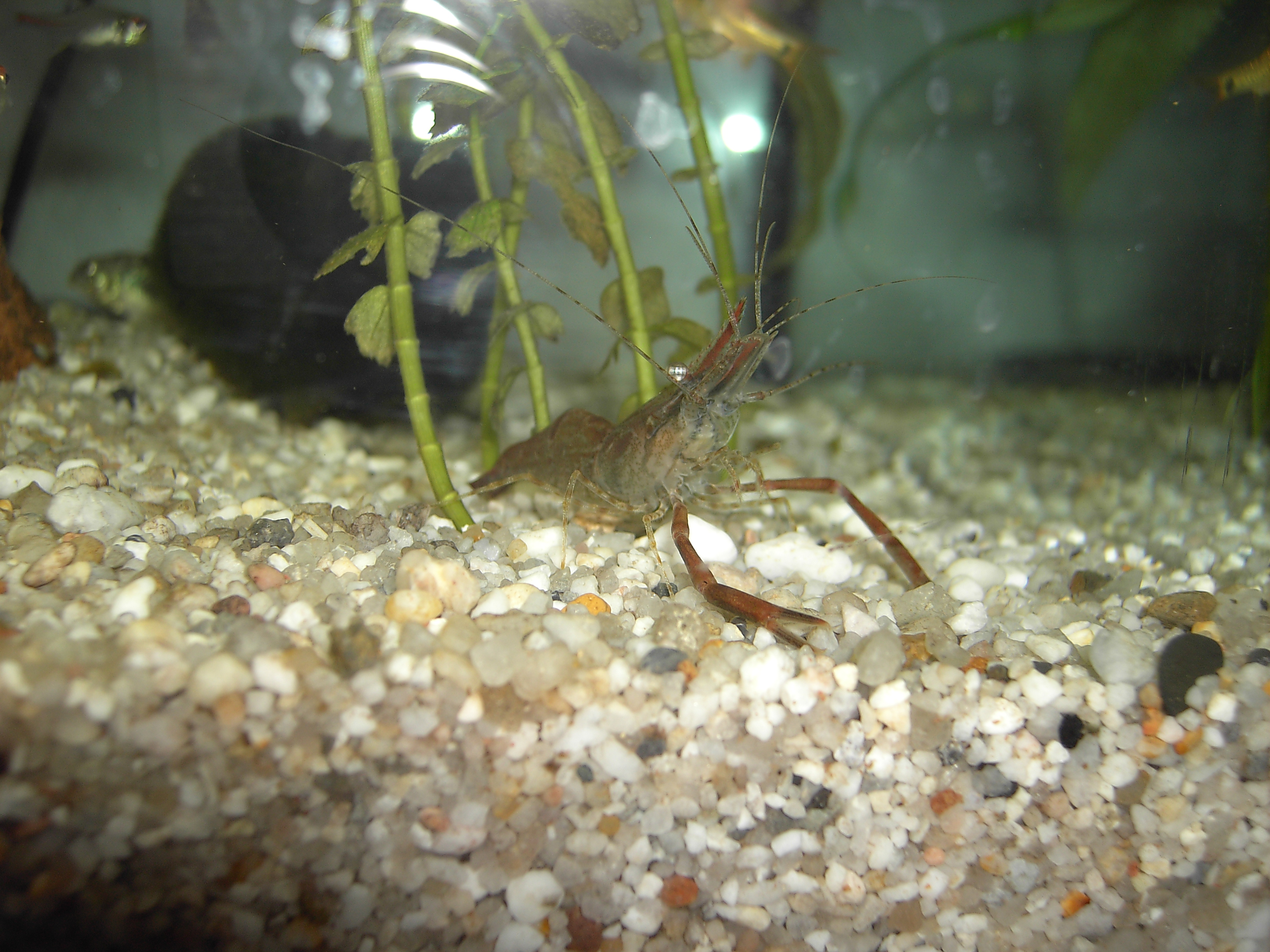
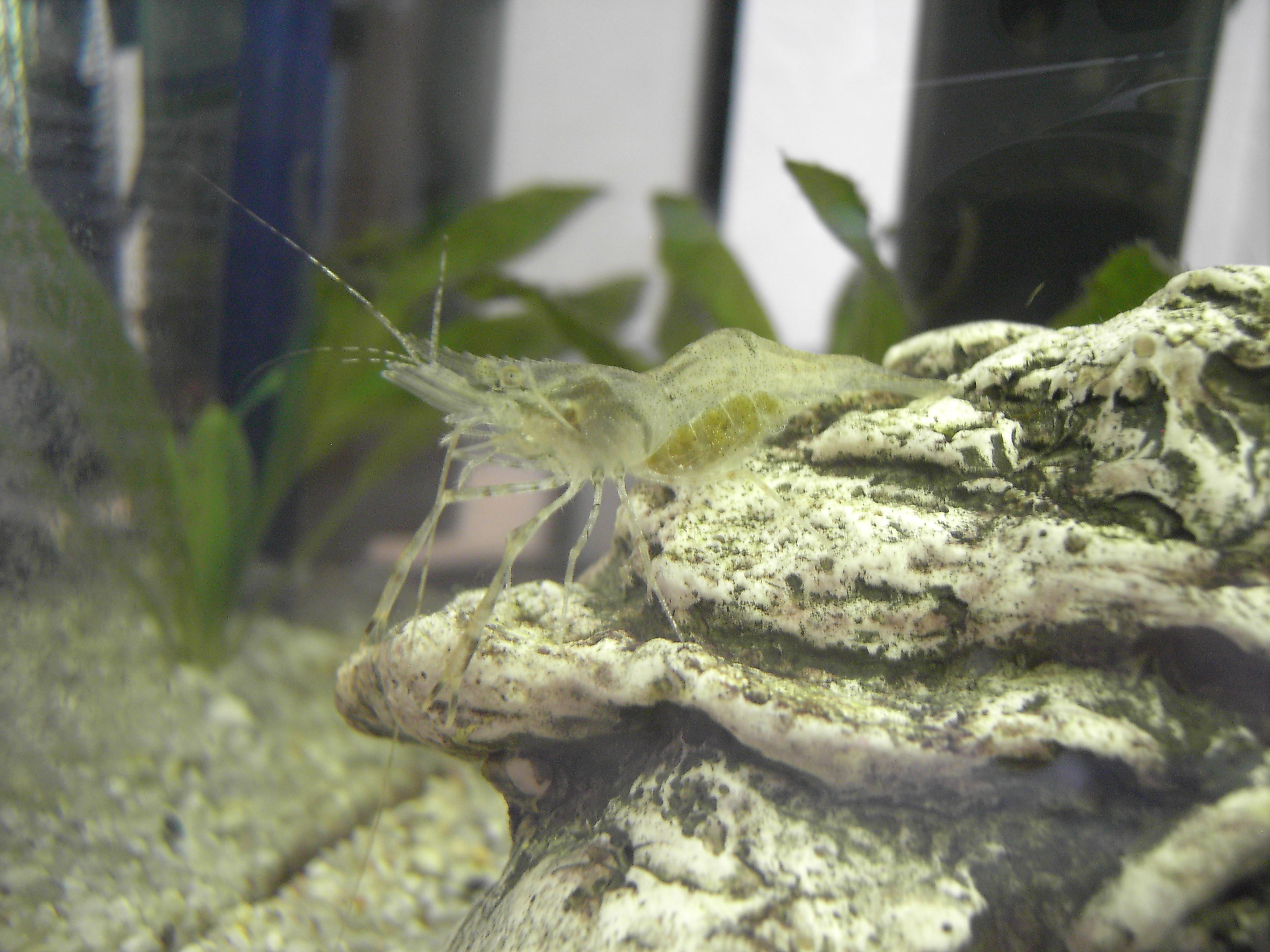